# Stactobia quadrispina
Stactobia quadrispina är en nattsländeart som beskrevs av Douglas E. Kimmins 1951. Stactobia quadrispina ingår i släktet Stactobia och familjen smånattsländor. Inga underarter finns listade i Catalogue of Life.